# 新岐阜百貨店
新岐阜百貨店（しんぎふひゃっかてん）は、かつて岐阜県岐阜市神田町9丁目の名古屋鉄道新岐阜駅（現・名鉄岐阜駅）にあった百貨店である。

## 沿革
名古屋鉄道（名鉄）新岐阜駅・岐阜乗合自動車（岐阜バス）新岐阜バスセンター（現・岐阜バスターミナル）のステーションデパートとして、岐阜バス、名鉄等の共同出資により、1957年（昭和32年）3月に開店した。1984年（昭和59年）7月には業績低迷から新会社を設立、旧会社より営業を引継いでてこ入れをはかり、最盛期の1990年（平成2年）には年商約165億円に達した。
バブル崩壊後は再び業績が低迷。1999年（平成11年）に名鉄を引き受け先として約40億円の第三者割り当て増資の実施や、名鉄の100%出資子会社化など数度にわたるてこ入れを行った。だが、その後も業績は好転せず、2005年（平成17年）2月には売上高85.79億円で約9.15億円の赤字に転落して債務超過に陥り、再建の見通しが立たないことから2005年（平成17年）12月28日に閉店した。過去には地元財界が約40%を出資していた時期もあったが、上述の業績不振もあって最終的には名鉄の完全子会社として終焉を迎えている。
また、バブル経済期には隣接する新岐阜バスセンター用地を含めて大規模な増床を行い、売場面積4万m2とする構想もあったが実現しなかった。

## 衰退
1990年代後半以降は岐阜中心街の衰退、名古屋や郊外との競合やニーズの多様化などの影響を受け時代の変化に追いかなかった結果売上が大幅に減少し、親会社名鉄の業績不振も重なって閉店を余儀なくされた。
店舗前の歩行者数は休日で1977年の41,260人から2004年には9,424人と約4分の1に減少している。

## 年表
- 1957年（昭和32年）3月 - 開店。
- 1984年（昭和59年）7月 - 名古屋鉄道の100%子会社になる。
- 2005年（平成17年）1月29日 - 併設する新岐阜駅が「名鉄岐阜駅」に改称される。
- 2005年（平成17年）12月28日 - 閉店。
- 2006年（平成18年）6月24日 - 解体工事が始まる。

## 店舗
1階には食品売り場があり、岐阜バスのターミナルが併設されていた。さらに2階には名鉄名古屋本線のホームが併設されており、この2階からは岐阜長住町ビル（岐阜LOFT）に接続していた。
催し物広場のある最上階では閉店まで毎年2月に古書即売市が開催されていた。

## 閉店後
駅周辺の鉄道高架化の計画もある関係で恒久的な施設は建設できないものの早急に取り壊して次の施設を建設したいとして、2006年（平成18年）6月24日より解体し、跡地に新たな商業施設が建設され、2009年（平成21年）9月6日にECT（イクト）として開業した。

### 名鉄グループの百貨店
- 名鉄百貨店
  - 金沢丸越百貨店（旧・名鉄エムザ）
  - 名鉄丸栄百貨店
  - メルサ